# Septum (neuroanatomie)
Pour les articles homonymes, voir Septum.
Le septum (appelé aussi « noyaux septaux » ou « cortex septal ») dont il est question ici n'est pas le septum pellucidum, mais une aire voisine (aire 25 de Brodmann) située dans la partie basse de la face médiale du lobe frontal et sous la portion antérieure du corps calleux (gyrus sous-calleux). Il est l’aboutissement de la bandelette olfactive médiale.  Les noyaux septaux sont une étroite zone cérébrale, en avant du thalamus, sous le corps calleux. Les noyaux profonds (noyaux du septum, noyau accumbens) ont gardé, peut-être au détriment des finalités olfactives, une vive activité impulsive et motivante. Ce sont des éléments très actifs de la physiologie du système limbique (attirance, appétit, satisfaction).  Ils sont impliqués dans la préservation de l’espèce puisque leur stimulation entraîne diverses manifestations sexuelles. Chez l’homme, par exemple, la stimulation de l’aire septale entraîne des sensations proches de l’orgasme.

## Afférences

Région septale sous le corps calleux

Les afférences des noyaux septaux viennent de l’amygdale, du tractus olfactif, de l’hippocampe, de l'hypothalamus et du tronc cérébral. Les deux principales projections efférentes sont la strie médullaire et la voie septo-hippocampique (vers l’hippocampe).

## Effets de lésions chez l'animal
Chez l'animal, les lésions dans la région septale produisent une excitabilité et une augmentation des réactions agressives.